# 히로세 도모유키
히로세 도모유키(일본어: 廣瀬 智行, 1994년 9월 3일~)는 일본의 축구 선수이다.

## 구단 경력
그는 2017년 일본 풋볼 리그의 도쿄 무사시노 시티 FC에 입단했고, 2년동안 팀에서 뛰었다. 2019년 라인미어 아오모리로 이적했다. 2021년 J3리그의 반라우레 하치노헤로 이적했다.